# 福士則夫
福士 則夫（ふくし のりお、1945年2月15日 - ）は、日本の現代音楽の作曲家。東京藝術大学非常勤講師、桐朋学園大学特任教授、東京音楽大学客員教授（2010年度）。日本作曲家協議会会員。

## 略歴
東京都生まれ。東京藝術大学卒業、同大学院修了。作曲を池内友次郎、矢代秋雄、諸井誠、三善晃に師事。1973年にフランス政府給費生としてパリ国立音楽院に留学し、オリヴィエ・メシアンに師事。
『三管オーケストラのための《抒情的二章》』が第39回日本音楽コンクール作曲部門入賞、『弦楽、フルート、打楽器のための《ZONE》』が1972年度文化庁芸術祭優秀賞、現代音楽を専門にする演奏団体として結成した「ヴァン・ドリアン」の功績により中島現代音楽賞（1983年）などを受賞。ソロ・パーカッションのための『グラウンドI』はミュンヘン国際音楽コンクール、ジュネーヴ国際音楽コンクール打楽器部門の課題曲に指定されるなど、彼の作品の多くが国内外で演奏されている。
東京純心女子大学教授、国立音楽大学教授、日本現代音楽協会（ISCM国際現代音楽協会日本支部）会長等を歴任。

## 管弦楽作品
- オーケストラのための「抒情的二章」(1970年)
- 打楽器とオーケストラのための「クロモスフェール」(1984年)
- 2台ピアノとオーケストラのための「星々の降りそそぐ秋（とき）へ」(1992年)

## 室内楽・器楽作品
- ピアノのための「5つの断片」(1967年)
- 7人の奏者と2人の登場人物のための「感応」(1971年)
- 弦楽・フルート・打楽器のための「ZONE」(1972年)
- 3つのマリンバのための「レゾナンス1」(1972年)
- 2つのギター、ダブルベースのための「レゾナンス3」(1975年)
- ソロ・パーカッションのための「グラウンド」(1976年)
- 三つの箏、打楽器のための「レゾナンス2」(1976年)
- ピアノとヴィブラフォンのための「シリカ」(1977年)
- ヴァイオリン、フルート、クラリネットと打楽器のための「ミカ1」(1979年)
- 独奏箏のための「亀」(1982年)

## 合唱作品
- 混声合唱のための「山人の歌」(1971年)
- 混声合唱のための「語彙集」(1980年)
- 混声合唱のための「遠い人々」(1983年)
- 混声合唱曲集「陽の扉」(1984年)
- 混声合唱組曲「愛のグラマトロジー」(1992年)
- 混声合唱、尺八、二つの箏、十七絃と打楽器のための「大原御幸」(1994年)

## 録音
- 『福士則夫作品集 星々の降りそそぐ秋へ』(現代日本の作曲家シリーズ28) フォンテック 2005年。(十束尚宏指揮)
- 『福士則夫作品集』(株)カメラータ・トウキョウ 2007年。(尾高忠明指揮)